# Kościół św. Elżbiety Węgierskiej w Dolsku
Kościół św. Elżbiety Węgierskiej w Dolsku – katolicki kościół filialny zlokalizowany we wsi Dolsko w gminie Moryń, w powiecie gryfińskim (województwo zachodniopomorskie). Jest filią parafii Świętego Ducha w Moryniu.

## Historia i architektura
Kościół powstał w 2. połowie XIII wieku. Jest budowlą salową, murowaną z ciosów granitowych. Został rozplanowany na rzucie prostokąta o wymiarach 9 × 6,4 m. W XVI wieku pierwotny plan budowli został lekko zmieniony poprzez zamknięcie prezbiterium dużą absydą. Od strony zachodniej kościół zamyka kamienna wieża dzwonna, o szerokości tej samej co nawa, w przyziemiu której znajduje się wejście główne i kruchta. Nakryta jest czterospadowym dachem. Na wieży zawieszony jest dzwon z 1770 roku. W zewnętrznej części wieży znajduje się wąskie wejście na drugą kondygnację. Dolna kondygnacja wieży posiada sklepienie beczułkowe, w wyższej znajdują się drewniane stropy.
Nawa główna nakryta jest dachem dwuspadowym, przechodzącym nad absydą w wieloboczny. Wszystkie okna mają formę ostrołukową i zostały przemurowane w XIX wieku w duchu neogotyckim. Kościół posiada dwa portale wejściowe: trójuskokowy w przyziemiu wieży od strony zachodniej oraz dwuuskokowy w elewacji południowej. W portalu zachodnim na lewym ościeżu znajduje się silnie zatarty ryt szachownicy. Wnętrze świątyni nakryte jest dwuprzęsłowym, neogotyckim sklepieniem krzyżowo-żebrowym.
Po II wojnie światowej kościół został poświęcony ponownie jako świątynia katolicka w 1947 roku.
Do kościoła przylega zabytkowy cmentarz, otoczony kamiennym murem.

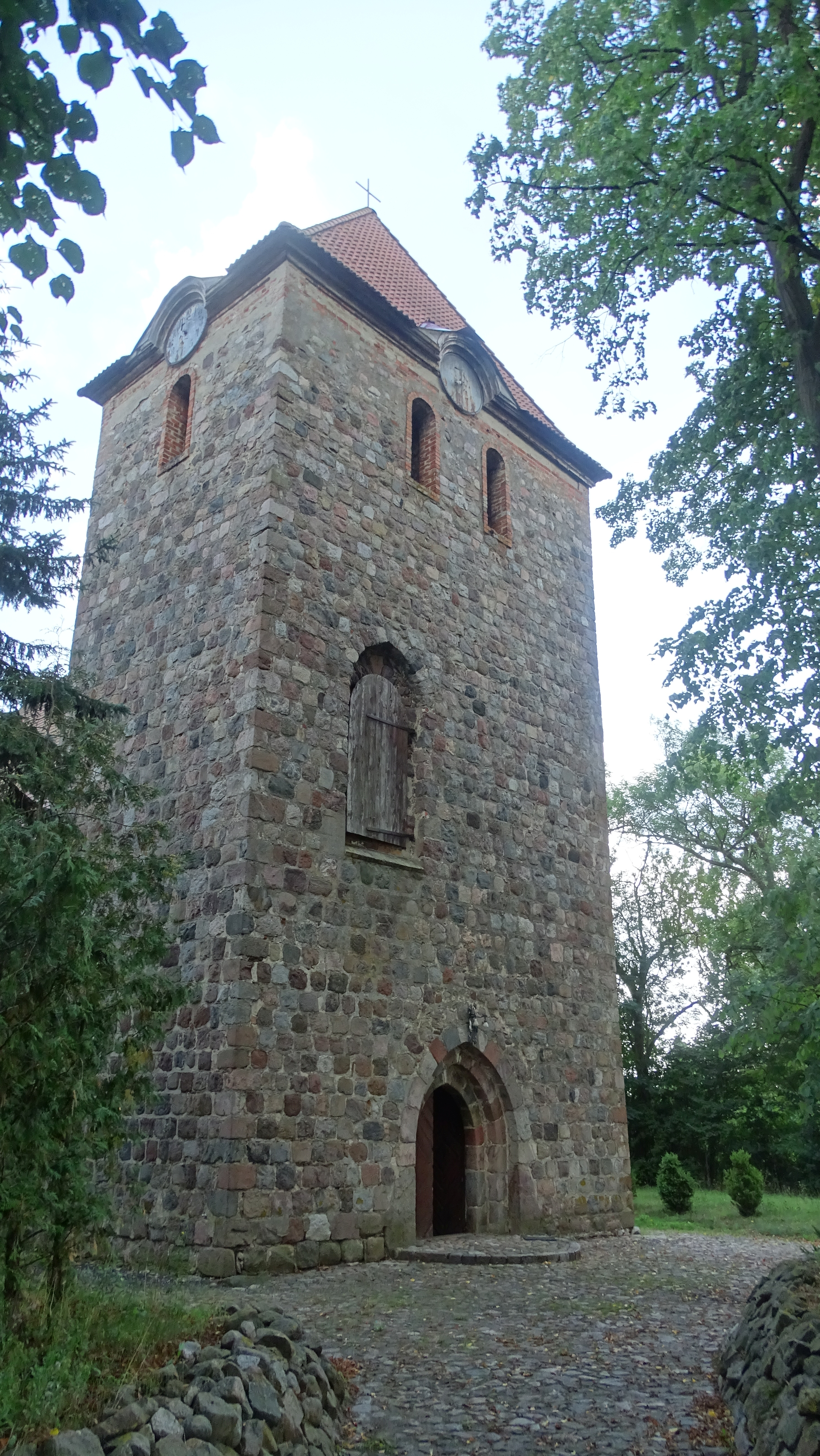
Wieża kościelna
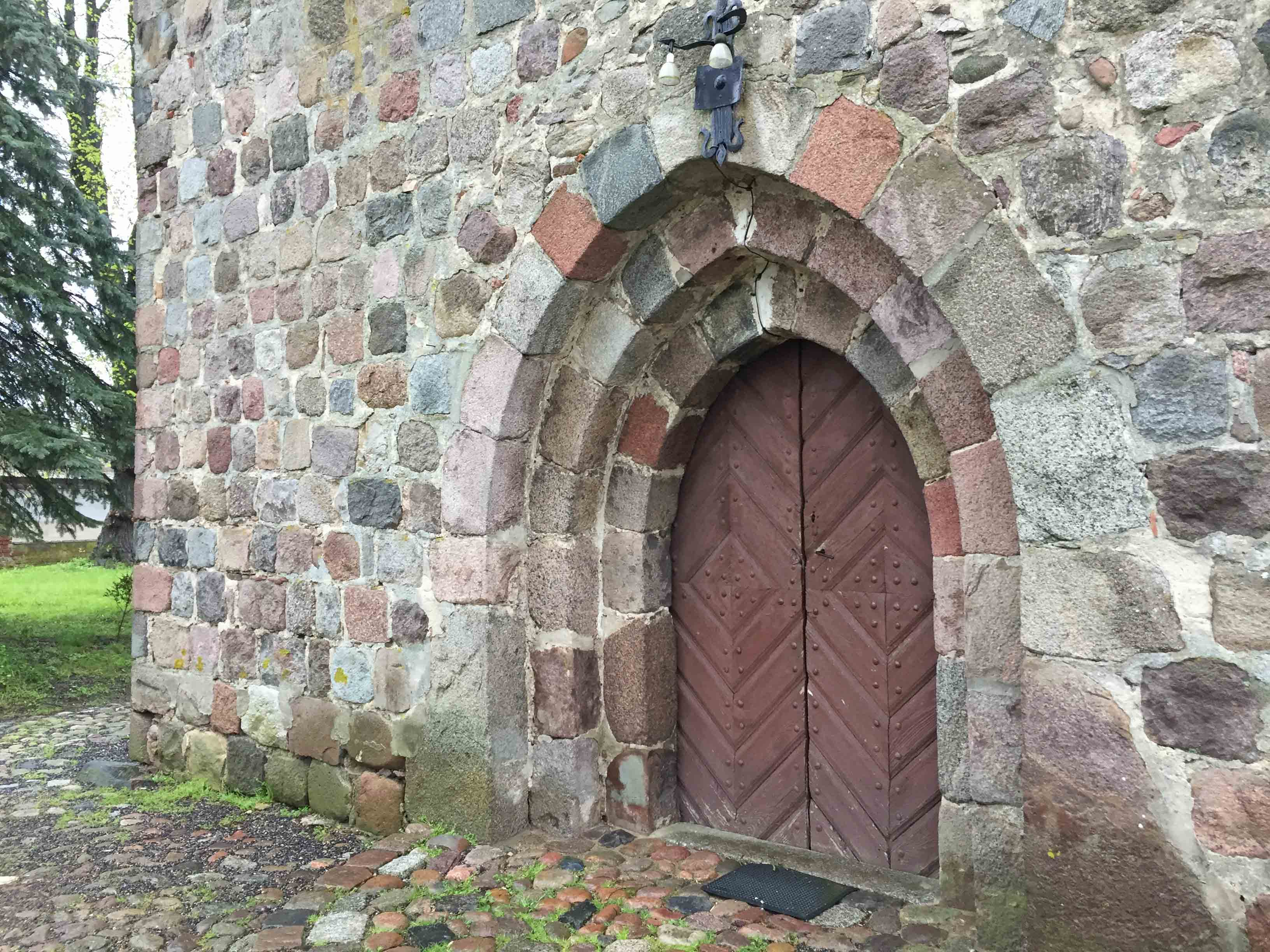
Portal zachodni w przyziemiu wieży
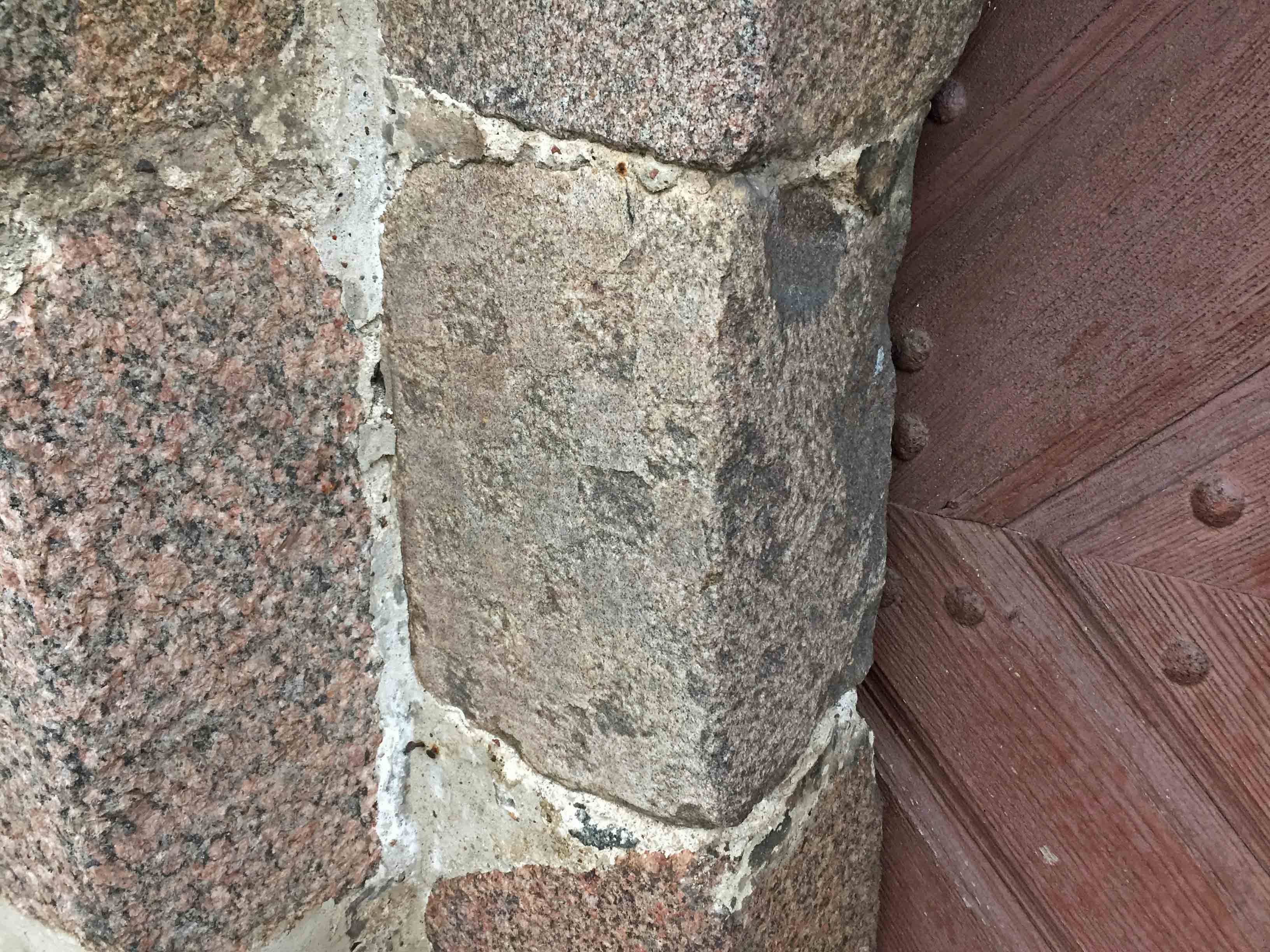
Ryt z motywem szachownicy w portalu zachodnim
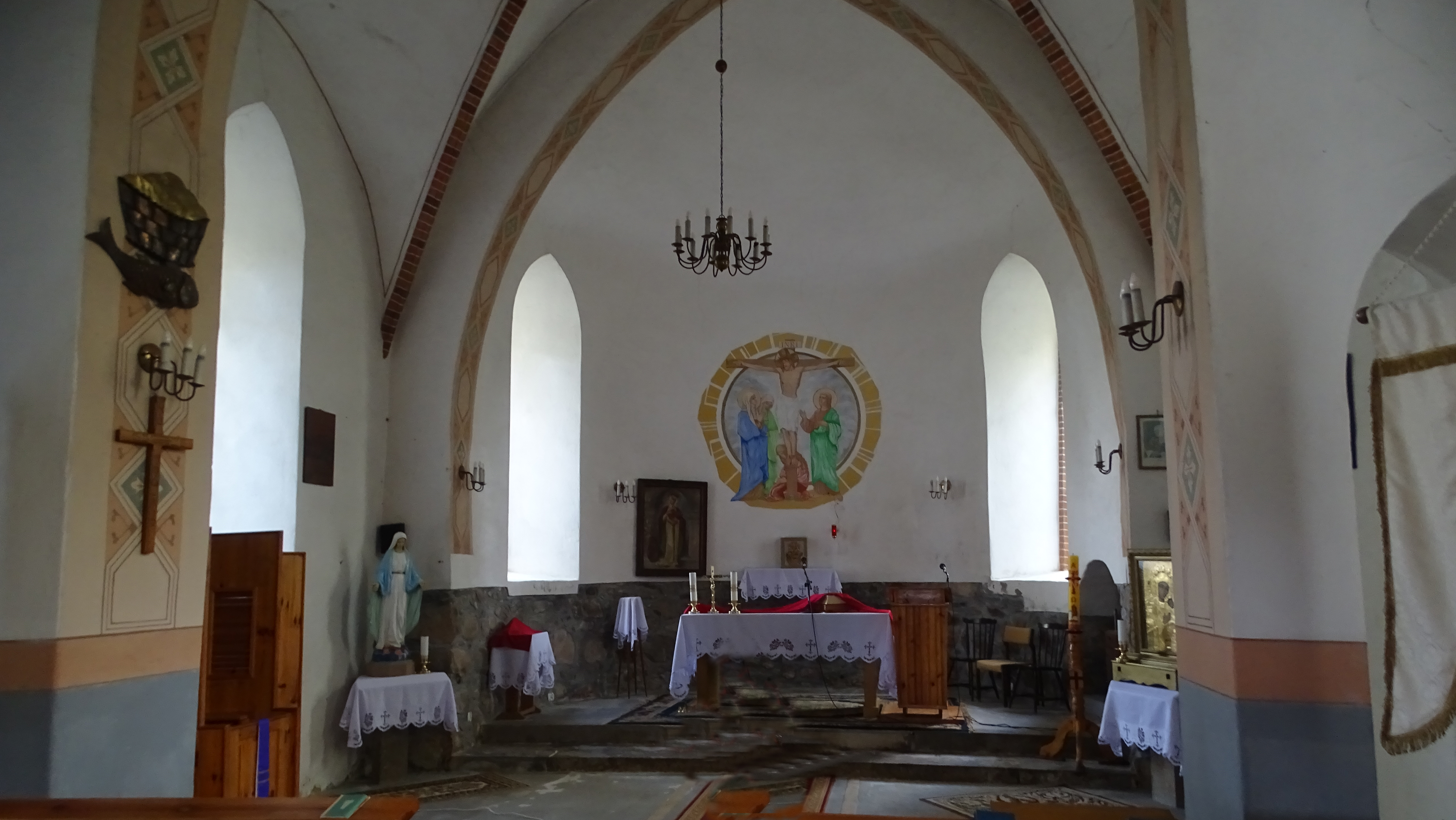
Wnętrze kościoła